# Geografia Luxemburgului

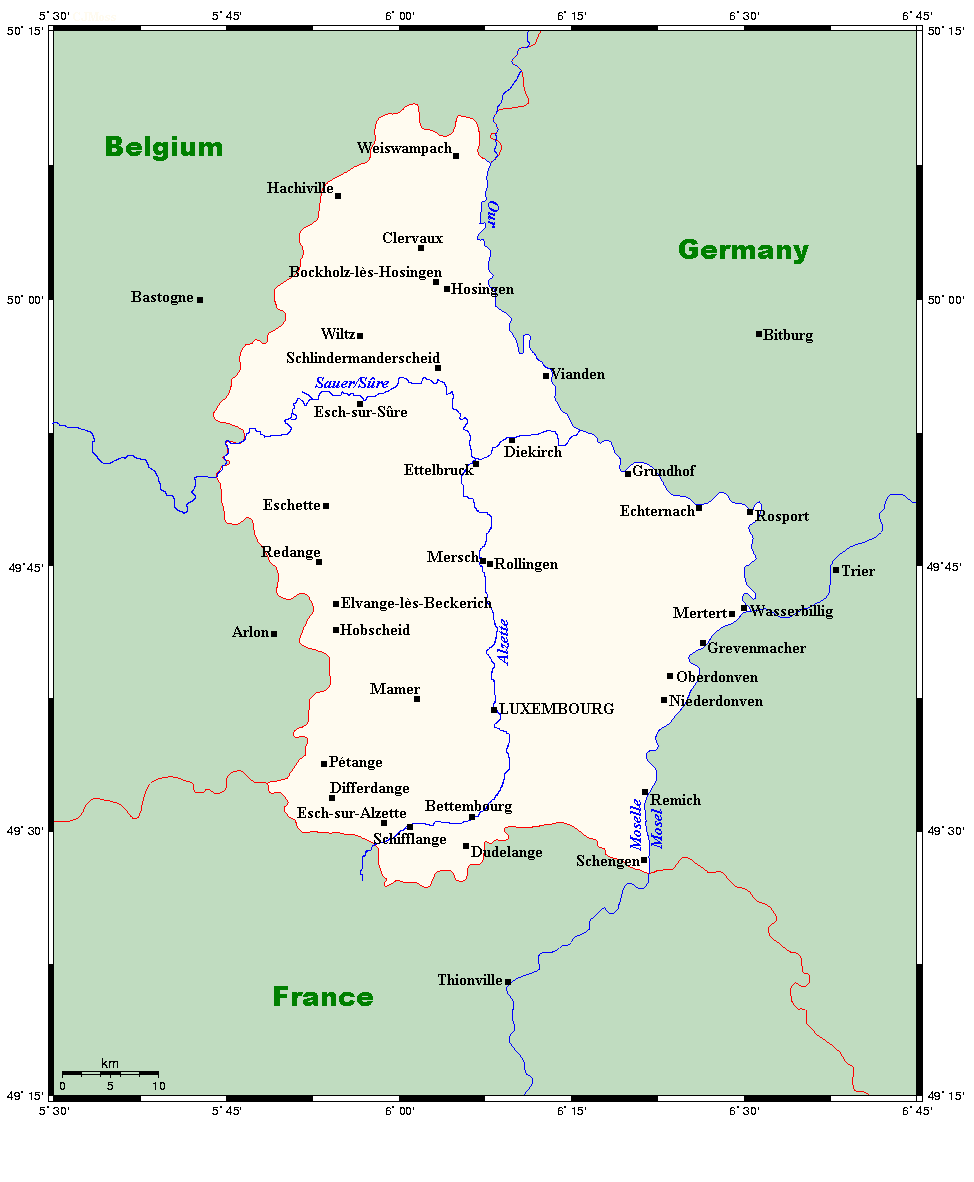
Orașe și râuri din Luxemburg

Luxemburg este un stat fără ieșire la mare din vestul Europei, vecin cu Belgia, Franța și Germania. Are două regiuni principale: Oesling în nord, situată în masivul Ardeni, și Gutland în sud. Luxemburg are o populație de peste o jumătate de milion de locuitori într-un teritoriu de aproximativ 2.586 kilometri pătrați, fiind din acest punct de vedere una dintre cele mai mici țări din Europa. În vest se mărginește cu provincia belgiană Luxembourg, care (la 4.443 km²) are aproape o suprafață dublă față de cea a țării. Granița estică a Luxemburgului e formată de râurile Mosela, Sauer și Our.
Nordul țării face parte din Munții Ardeni, e format din dealuri și munți joși, cel mai înalt punct fiind Kneiff, de 560 m. Restul țării este de asemenea deluros. Pădurile de stejar și fag reprezintă 55% din teritoriu. Clima este temperată de tranziție între cea oceanică și cea semicontinentală. Altitudinea maximă este de doar 300 m in Gutland/Bon Pays.

## Caracterizare rapidă
Localizarea:
Europa de Vest, între Franța și Germania
Coordonate geografice:
49°45′N 6°10′E / 49.750°N 6.167°E
Referințe pe hartă:
Suprafața:
- totală: 2,586 km²
- pământ: 2,586 km²
- apă: 0 km²

Granițe terestre:
- total: 359 km

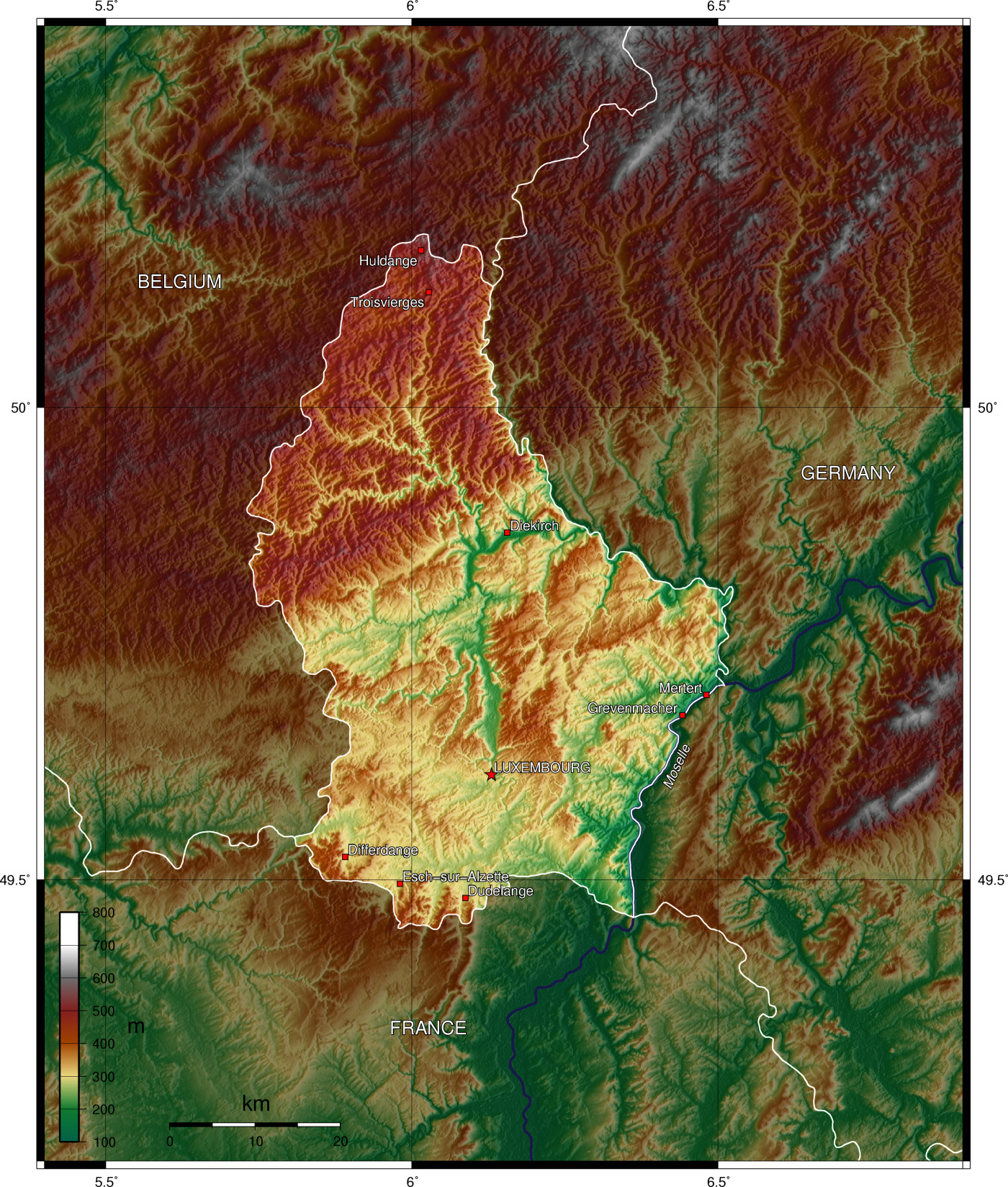
Relief

- țări limitrofe: Belgia 148 km, Franța 73 km, Germania 138 km

Coastă:
0 km (fără acces la mare)
 Teritoriu maritim:
0 (fără acces la mare)
Clima:
continental temperată cu ierni blânde, veri răcoroase
Relief:
În mare parte, dealuri cu pantă lună și văi largi și puțin adânci; dealuri înalte în Nord; pantă abruptă până la câmpia Moselei în Sud-Est.
Altitudini limită:
- Cel mai jos punct: Râul Mosela în Wasserbillig 133 m
- Cel mai înalt punct: Buurgplaatz in Huldange 559 m

 Resurse naturale:
Minereu de fier (nu mai e exploatat), pământ arabil
 Folosirea terenului:
- Pământ arabil: 24%
- Culturi permanente: 1%
- Pășuni permanente: 20%
- Păduri: 21%
- Altele: 34%

Pământ irigat:
10 km² (inclusiv Belgia) (estimare 1993)
Hazarduri naturale:
-
 Probleme actuale de mediu:
poluarea aerului și a apei în zone urbane
 Tratate internaționale de mediu:
- Semnatar:

Poluarea Aerului, Poluarea Aerului – Oxizi de azot, Poluarea Aerului – Sulf  85, Poluarea Aerului – Sulf 94, Poluarea Aerului – Compuși organici volatili, Biodiversitate, Schimbarea climatică, Deșertificare, Specii în pericol, Deșeuri periculoase, Dumping marin, Interdicția testelor nucleare, Protecția stratului de ozon, Poluarea navelor, Lemn tropical 83, Lemn tropical 94, Mlaștini
- Semnat, dar nu ratificat:

Poluarea aerului - Poluanți organici persistenți, Schimbarea climatică – Protocolul Kyoto, Modificarea mediului, Legea mării
Geografie -- notă:
fără acces la mare 

## Mai detaliat

### Topografie
În ciuda dimensiunii sale reduse, Luxemburg are o așezare variată, cu două caracteristici principale. Partea nordică a țării este formată dintr-o parte a platoului Ardeni, unde înălțimile muntoase variază de la 460 la 610 m. Restul țării este format dintr-un peisaj de coline cu văi largi. Capitala, Orașul Luxemburg, este localizată în partea de Sud a țării.

### Inima verde a Europei
Cea mai importantă formă de relief, platoul înalt al Ardenilor în Nord, s-a format în milioane de ani. În cel mai înalt punct, atinge o înălțime de 559m. Cunoscut ca Oesling, regiunea Ardenilor acoperă 842 kmp, aproape 32% din întreaga țară. Relieful accidentat predomină deoarece eroziunea râurilor a creat de-a lungul timpului un peisaj variat, de munte puțin înalt, acoperit de o vegetație densă, uneori cu variații considerabile de altitudine. Aceste diferențe de relief, împreună cu întinderi de apă amestecate cu păduri, câmpuri și pășuni sunt principalele caracteristici care fac peisajul atât de special. Tipic acestei zone înalte este solul nefertil și drenajul slab care dă naștere la numeroase turbării exploatate cândva. Acești factori, combinați cu ploi abundente și cu îngheț, au făcut ca mediul să fie inospitalier pentru primii locuitori.
Chiar și astăzi, condițiile de trai într-un astfel de mediu nu sunt foarte favorabile. Totuși, în jur de 7800 de locuitori trăiesc din pădurit, mici ferme sau servicii legate de mediu. Deoarece solul este atât de dificil de cultivat, marea parte a pământului este folosită pentru pășunat. Regiunea Ardenilor include și Parcul Național Upper Sûre, o importantă zonă de conservare .
La sud de Sûre Riverd, regiunea este cunoscută sub numele de Gutland. Ea acoperă puțin peste două treimi din țară.
Terenul urcă și coboară lin cu o înălțime medie de 213 m. Principala activitate este agricultura, termenul Gutland venind de la solul fertil și de la verile calde și uscate din această parte a Ducatului, în comparație cu regiunea Oesling.
În consecință, se cultivă în mari cantități fructe și legume, cum sunt căpșunile, merele, prunele și cireșele. Eroziunea râurilor din această zonă a creat văi înguste și profunde și peșteri, dând naștere la peisaje spectaculoase.
În sudul extrem al țării se află « tărâmul rocilor roșii » -  o referință la depozitele de minerale care se află acolo. Bogate în fier încă de pe timpul Romanilor, dacă nu chiar de mai înainte, districtul este o regiune minieră și de industrie grea care se întinde pe mai mult de 20 km. Coșurile înalte ale fabricilor de fier și oțel sunt simboluri tipice ale sudului industrial. La est se află valea Moselei unde se cultivă struguri. Numeroase sate se află în văile adânci și în preajma podgoriilor de-a lungul râurilor. Fiecare sat are cel puțin o cavă de vin. Tot în est se află și « Mica Elveție », caracterizată prin văi strâmte împădurite și ravene cu formațiuni pietroase neobișnuite.

### Râuri și lacuri
Luxemburg are câteva râuri minore, ca Eisch, Alzette, și Petrusse, dar râul principal este Mosela cu afluenții săi - Sûre și Our. Împreună, cursurile lor servesc ca graniță între Luxemburg și Germania. De-a lungul malurilor se află multe din castelele medievale ale țării.
Mosela izvorăște în nord-estul Franței și curge către nord prin Luxemburg pe 30.6 km către Rin, cu care confluează la Koblenz, Germania. Moselle are 514 km lungime și este navigabil, datorită canalizării, pe 64km. Pante verzi, acoperite cu vii, se află de o parte și de alta a râului.
Izvorând în Belgia, râul Sûre curge 172 km spre est prin Luxemburg pentru a se vărsa în râul Mosela. Cursul său sinuos străbate Luxemburg de la est la vest. Râul Our, de-a lungul graniței de nord-est, este un tributar lui Sûre. Valea sa este înconjurată de peisaje naturale intacte.
Lacul Haute-Sûre este cea mai mare întindere de apă din Marele Ducat. Înconjurat de vegetație luxuriantă și de izvoare liniștite, lacul este un centru de sporturi acvatice: canotaj, caiac-canoe.
Asemenea activități de aer liber, datorită cărora este un punct de atracție pentru turiști, au dus la dezvoltarea unei industrii manufacturiere locale.
Orașul Esch-sur-Sûre se află la un capăt al lacului. Imediat în amonte de el, râul formează un rezervor hidroelectric extins pe circa 10 km în susul văii. Digul Upper Sûre a fost construit în anii ’60 pentru a răspunde cererii de apă potabilă.

### Clima Luxemburgului
Luxemburg face parte din regiunea de climă continentală vest europeană și are o climă temperată fără extreme. Iernile sunt blânde, verile răcoroase și ploile abundente.
Starea vremii este diferită într-o oarecare măsură între regiunile din nord și sud. În nord, există o influență considerabilă a sistemului Atlantic, în care depresiunile frecvente dau naștere unor condiții meteorologice instabile. Aceasta dă naștere la cer înnorat și la multă burniță și ploaie iarna.
Ploaia uneori atinge 1.2m pe an în unele zone. Vara, căldura excesivă este rară și temperaturile scad mult noaptea. Temperaturile scăzute și umiditatea dau naștere la ceea ce locuitorii numesc “o climă revigorantă”.
În sud, deși căderile de ploaie nu sunt cu mult mai reduse – în jur de 32 inch – și iernile nu sunt mai plăcute, principala diferență constă în temperaturile mai ridicate vara, în special în Valea Moselei. Culturile, în special podgoriile, au bune condiții aici. Cu o temperatură medie anuală de 10 °C, cele mai însorite luni sunt din mai în august. Primăvara, natura se dezlănțuie.

### Flora și fauna
Flora Luxemburgului este caracterizată prin așezarea țării la granița dintre zonele climatice Atlantic-Europeană și Central-Europeană. În nord, se întâlnesc mulți fagi și stejari. Stejarii pot crește până la 30-45 m, cu un diametru de 1,2-2,4 m. Ei dau cantități mari de lemn dur.
De-a lungul malurilor râurilor, se întâlnesc specii ca arinul negru și salcia. Lemnul de arin este galben pal către maro-roșcat, de textură fină și rezistent chiar și sub apă. Este un lemn important pentru tâmplărit în primul rând datorită rezistenței sale la boli. Sălciile pot ajunge la o înălțime de 20 m și sunt valoroase în scop ornamental. 
Văile înguste, adânci, din nord sunt un habitat pentru plante și animale rare, în special lutria, o specie protejată. În sudul industrial, printre cariere și mine abandonate, natura și-a declarat dreptul și sunt flori peste tot..